# Karel Kovařovic
Karel Kovařovic (Praga, 9 dicembre 1862 – Praga, 6 dicembre 1920) è stato un compositore e direttore d'orchestra ceco.
Dal 1873 al 1879 studiò clarinetto, arpa e pianoforte al Conservatorio di Praga. Iniziò la sua carriera come arpista. Nel 1900 Kovařovic divenne il direttore del teatro nazionale di Praga, principalmente per il successo della sua opera The Dogheads, dopo il romanzo omonimo (su Jan Sladký Kozina) di Alois Jirásek. Il suo impegno al Teatro Nazionale durò vent'anni, fino al 1920. Ha composto sette opere.
Kovařovic è oggi ricordato soprattutto per le revisioni apportate a Jenůfa di Leoš Janáček per la sua prima a Praga, ed è stato nella sua versione che l'opera è stata ascoltata per molti anni. 
Esiste una registrazione di The Dogheads, con Beno Blachut.

## Composizioni
- 1880 Předehra veseloherní (Overture Comica)
- 1883 Únos Persefony (Il Rapimento di Persefone), poema sinfonico
- 1887 Concerto in fa, per pianoforte e orchestra, Op.6[2]
- 1892 Předehra dramatická (Overture drammatica)
- 1900 Fantasie dall'opera " Prodaná nevěsta " di Bedřich Smetana
- Deux suites de ballet
- Gavotta, per violino e quartetto d'archi, op. 4
- Havířská polka (Polka dei minatori) dallo spettacolo ''L'escursione del signor Brouček alla Mostra'' (1894)
- Valčík (valzer), per orchestra da camera

### Lavori per Banda di Fiati
- 1911 Lustspiel Ouverture (Overture della commedia)
- 1914 Vzpomínky (Ricordi)
- Havířská polka (Polka dei Minatori)

### Per Teatro

#### Opere
| Composta nel | titolo                                             | atti                         | prima                                              | libretto                                                             |
| ------------ | -------------------------------------------------- | ---------------------------- | -------------------------------------------------- | -------------------------------------------------------------------- |
| 1882-1883    | Ženichové (Gli Sposi)                              | 3 atti                       | 13 maggio 1884, Praga, Teatro Nazionale di Praga   | Antonín Koukl dopo Simeon Karel Macháček                             |
| 1885         | Cesta oknem (La via attraverso la finestra), op. 4 | 1 atto                       | 11 febbraio 1886, Praga, Teatro Nazionale di Praga | Emanuel František Züngel, </br> dopo Eugène Scribe e Gustave Lemoine |
| 1890-1891    | Noc Šimona a Judy (La notte di San Simone e Giuda) | 3 atti                       | 5 novembre 1892, Teatro Nazionale di Praga         | Karel Šípek dopo Pedro Antonio de Alarcón                            |
| 1891         | Edip král (Edipo Re)                               | Parodia dell'opera in 3 atti | 19 marzo 1894, Praga Žofín Hall                    | August Vojtěch Nevšímal dopo Sofocle                                 |
| 1895-1897    | Psohlavci (I Martelli di uno Sparo)                | 3 atti, </br> 6 scene        | 24 aprile 1898, Teatro Nazionale di Praga          | Karel Šípek dopo Alois Jirásek                                       |
| 1898-1901    | Na Starém bělidle                                  | 4 scene                      | 22 novembre 1901, Teatro Nazionale di Praga        | Karel Šípek dopo Božena Němcová                                      |
| 1905         | Slib (La Promessa)                                 | Solo prologo                 | 9 dicembre 1921, Praga, Teatro Nazionale di Praga  | Karel Šípek dopo R Zamrzla                                           |

| Composta nel | titolo                                                   | atti                  | prima                                                       | libretto        | coreografia      |
| ------------ | -------------------------------------------------------- | --------------------- | ----------------------------------------------------------- | --------------- | ---------------- |
| 1884         | Hašiš (Hashish)                                          | 1 atto, </br> 2 scene | 20 giugno 1884, Teatro Nazionale di Praga (Národní divadlo) |                 | Václav Reisingra |
| 1889         | Pohádka o nalezeném štěstí (Fiaba della fortuna trovata) | 3 atti, </br> 7 scene | 8 aprile 1889, Teatro Nazionale di Praga (Národní divadlo)  | Augustin Berger |                  |
| 1889         | Královničky (Piccole Regine)                             |                       |                                                             |                 |                  |
| 1889         | Sedm havranů (Sette Corvi)                               |                       |                                                             |                 |                  |
| 1909         | Na Záletech (storie d'amore)                             | 10 scene              | 1909, Praga                                                 |                 | A. Viscusi       |

#### Musica Incidentale
- 1918 Loutkářův sirotek, melodramma - testo: Svatopluk Čech "Ve stínu lípy"
- Zlatý kolovrat, melodramma - testo: Karel Jaromír Erben

### Musica vocale

#### Lavori per coro
- 1890 Královničky; staré obřadné tance moravské se zpěvy, for women (SSAA) en piano (of harmonium)

#### Canzoni
- 1880 Osmero písní, per soprano e pianoforte, op. 1
- 1885 Tři žertovné písně (Tre canzoni umoristiche)
- 1887 Jarní květy (Fiori di primavera), per soprano e pianoforte, op. 7
- 1892–1893 Čtyři písně (Quattro canzoni), op. 18 
  1. Der Abendstern - testo: August Heinrich Hoffmann von Fallersleben
  2. Gottes Nähe
  3. Frühlings Mahnung - testo: August Heinrich Hoffmann von Fallersleben
  4. Im Arm der Liebe schlummre ein - testo: Georg Scheurlin
- 1897–1898 Dvě písně (Due canzoni), per soprano o tenore e pianoforte
- 1915 Slovácká píseň, per voce alta e pianoforte - testo: Ema Destinnová
- 1919 Svítání (Giorno di Primavera), per voce e orchestra - testo: Vojtěch Martínek

### Musica da camera
- Quartetto d'archi n. 1 (1885)
- Quartetto d'archi n. 2 (1887)
- Quartetto d'archi n. 3 (1889)
- Romanza per violino e pianoforte, op. 2

### Lavori per pianoforte
- 1885 Co ti to napadá, polka
- 1910 Deux valses ,
- 1910 Polka
- 1910 Deux mazurkas
- Čtverylka, quadriglia
- Národní tance
  1. Pasačka
  2. Starodávný
  3. Holuběnka
- Naše vlast, fantasie